# Werner Rotter

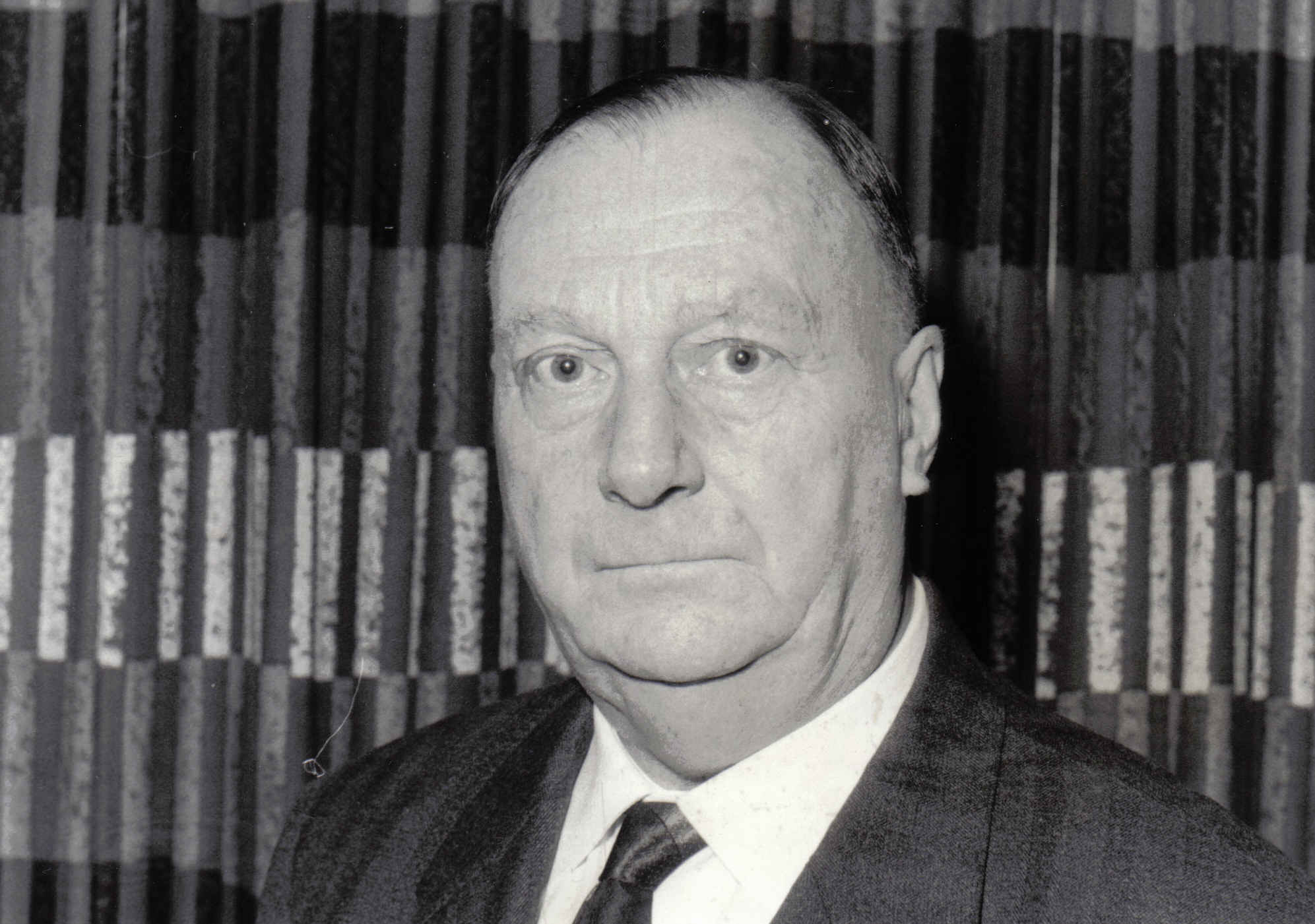
Werner Rotter, um 1960

Werner Rotter (* 24. August 1897 in Berlin; † 26. November 1977 in Homburg) war ein deutscher Pathologe. An der neuen Universität des Saarlandes war er 1948 der erste Lehrstuhlinhaber für Pathologie.

## Leben
Rotter war Sohn des Berliner Chirurgen Josef Rotter. Nach dem Abitur am Friedrichs-Gymnasium Berlin trat er am 1. Juli 1915 als Kriegsfreiwilliger in das Deutsche Heer. Bis November 1918 stand er im Feld. Nach der Novemberrevolution und der Demobilisierung studierte er ab 1. April 1919 an der Friedrich-Wilhelms-Universität zu Berlin und der Albert-Ludwigs-Universität Freiburg Medizin. 1919 wurde er im Corps Hasso-Borussia Freiburg recipiert. Er bestand in Freiburg das Staatsexamen und war ab 15. Juni 1923 über sieben Monate Medizinalpraktikant bei Carl Benda in Moabit und bei Wilhelm Ceelen in Westend. Am 15. Januar 1924 als Arzt approbiert, blieb er als Volontär bei Ceelen, als planmäßiger Assistenzarzt vom 1. April 1924 bis zum 31. März 1925. Mit Ceelen ging er für anderthalb Jahre an die Preußische Universität zu Greifswald. Am 3. März 1926 wurde er in Freiburg zum Dr. med. promoviert. Am 11. Oktober 1926 folgte er Ceelen auch an die Rheinische Friedrich-Wilhelms-Universität Bonn. Dort blieb er dreieinhalb Jahre bis zum 30. April 1930.

### Costa Rica
Zum 1. Juni 1930 folgte er dem Ruf der Regierung von Costa Rica, in San José das Pathologische Institut am Hospital San Juan de Dios zu leiten. Intensiv befasste er sich mit der noch marginalen Tropenpathologie, der er zeitlebens verbunden blieb. 1932 wurde er ehrenhalber in die Medizinische Fakultät der Universidad de Costa Rica aufgenommen. Zum 1. Juni 1933 trat er der NSDAP bei (Mitgliedsnummer 3.286.412).

### Saarland
Er kehrte 1938 nach Deutschland zurück und übernahm zum 1. April 1938 die Leitung des neu zu gründenden Instituts für Pathologie am Institut für Hygiene und Infektionskrankheiten in Saarbrücken. Der Zweite Weltkrieg verhinderte den Ausbau dieses Instituts. Im Heer der Wehrmacht nahm er vom 18. Dezember 1942 bis zum 16. Oktober 1944 am Zweiten Weltkrieg teil. Als 1946 in Homburg ein medizinisch-akademischer Lehrbetrieb aufgenommen wurde, verpflichtete man Rotter als Dozenten der Homburger Hochschulkurse. 1948 wurde daraus das Homburger Hochschul-Institut gegründet, das sich 1948 zur Universität des Saarlandes entwickelte. Rotter war vom 1. Januar 1949 bis zum 30. September 1956 Direktor des Pathologischen Instituts der Universitätskliniken im Landeskrankenhaus Homburg/Saar. Am 1. Juli 1958 wurde er zum o. Professor ernannt. Unermüdlich widmete er sich drei Aufgaben:
1. der optimalen Lehre, die in jenen Jahren bei 20–30 Studenten im Semester möglich war
2. dem Ausbau seines Instituts, dessen Neubau erst 1963 bezogen werden konnte
3. der Mitarbeit in den Gremien der Fakultät und der Universität

So war er 1960 Prorektor. Bei dem Bergbau im Saarland standen naturgemäß weniger Tropen- als Lungenkrankheiten im Vordergrund von Rotters wissenschaftlicher Arbeit. 1965 richtete er die 49. Tagung der Deutschen Gesellschaft für Pathologie in Saarbrücken und Homburg aus. Am 30. September 1965 wurde er emeritiert.
Verheiratet war Rotter seit dem 19. Juli 1974 mit Irene Rotter geb. Schäfer (* 1. Dezember 1912 in Sulzbach; † 28. März 1982 in Homburg). In seinem kleinen Haus in Homburg widmete er sich ganz seiner alten Passion – der romanischen Bauplastik und Freskomalerei. Er kannte so gut wie alle romanischen Kirchen in West- und Südeuropa und konnte es mit manchen Fachgelehrten aufnehmen. Über Johann Wolfgang von Goethe hatte er mehrere Essays verfasst. Besonders zugewandt war er der Gedankenwelt von Georg Wilhelm Friedrich Hegel.